# Igor Kokoškov
Igor Stefan Kokoškov (Pančevo, 17 de dezembro de 1971) é um treinador sérvio de basquete profissional que atualmente é o assistente técnico do Atlanta Hawks na National Basketball Association (NBA).
Ele passou 19 anos na NBA como treinador assistente com um breve período como treinador principal do Phoenix Suns por uma temporada completa. Ele passou uma temporada na Turquia com o Fenerbahçe, antes de retornar à NBA para se tornar assistente técnico do Dallas Mavericks em 2021.
Kokoškov foi o primeiro europeu a ser treinador assistente em tempo integral na Divisão I da NCAA e o primeiro não-americano a ocupar tal cargo na NBA. Em 2004, tornou-se o primeiro treinador assistente não-americano a ganhar um título da NBA e o primeiro a fazer parte da equipe técnica do All-Star Game da NBA. Ele também é o primeiro treinador nascido e criado fora da América do Norte a ser contratado como treinador principal na NBA.
Ele venceu o EuroBasket de 2017 enquanto trabalhava como técnico principal da Seleção Eslovena.

## Carreira como treinador

### Começo de carreira
Kokoškov, formado pela Universidade de Belgrado, treinou várias equipes em Belgrado e fez parte da comissão técnica das seleções masculinas e juniores da Iugoslávia. Aos 24 anos, Kokoškov se tornou o treinador mais jovem na história do basquete iugoslavo, pouco depois de sofrer graves lesões em um acidente de carro em 1990, que encerrou uma promissora carreira como jogador de basquete.
Seu espírito perspicaz e ambicioso, juntamente com seu domínio da língua inglesa, foram fatores importantes quando ele foi contratado pela Universidade do Missouri, como parte de sua equipe técnica em tempo integral em 1999, tornando-o o primeiro europeu a ocupar tal posição no basquete universitário masculino da Divisão I da NCAA.

#### Assistente da NBA (2000–2018)
Em 2000, Kokoškov tornou-se o primeiro não-americano a ser contratado como treinador assistente em tempo integral na NBA, pelo Los Angeles Clippers, sob o comando do técnico Alvin Gentry. Em 2003, juntou-se à equipe técnica do Detroit Pistons, sob o comando do técnico Larry Brown. Ele ganhou um título da NBA em 2004 com os Pistons. No All-Star Game da NBA de 2006, ele serviu na equipe técnica da Conferência Leste.
Em 20 de junho de 2008, Kokoškov foi nomeado assistente técnico do Phoenix Suns. Em 29 de maio de 2013, Kokoškov foi nomeado assistente técnico do Cleveland Cavaliers. Em 17 de fevereiro de 2015, Kokoškov foi nomeado assistente técnico do Orlando Magic até o final da temporada.
Em 1º de julho de 2015, Kokoškov foi contratado pelo Utah Jazz para ser assistente técnico. Em 5 de dezembro de 2016, Kokoškov liderou o Utah para uma vitória sobre o Los Angeles Lakers por 107-101. O técnico do Jazz, Quin Snyder, ficou doente e perdeu o jogo contra os Lakers. Ele permaneceu como assistente técnico do Jazz até o fim da sua participação nos playoffs da NBA de 2018, que terminou em 8 de maio de 2018 com uma derrota por 112-102 para o Houston Rockets.

#### Phoenix Suns (2018–2019)
Em 2 de maio de 2018, Kokoškov foi contratado como treinador principal do Phoenix Suns, retornando à equipe pela qual havia trabalhado anteriormente de 2008 a 2013. Ele se tornou o primeiro treinador principal nascido e criado fora da América do Norte na história da NBA e assumiu oficialmente o cargo em 14 de maio. Em sua estreia oficial como treinador principal na NBA em 17 de outubro, Kokoškov liderou os Suns para uma vitória por 121-100 sobre o Dallas Mavericks. No entanto, eles terminaram a temporada com um recorde de 19-63, empatados para o segundo pior recorde da liga. Em 22 de abril de 2019, os Suns demitiram Kokoškov.

#### Assistente (2019–2020)
Em 14 de junho de 2019, Kokoškov foi nomeado assistente técnico do Sacramento Kings, fazendo parte da equipe técnica do novo treinador principal Luke Walton.

#### Fenerbahçe (2020–2021)
Em 4 de julho de 2020, Kokoškov foi nomeado treinador principal do Fenerbahçe da Liga Turca e da EuroLeague. Este foi seu primeiro cargo de treinador em um clube na Europa após 25 anos. Kokoškov teve um recorde de 20-14 na EuroLeague e chegou aos playoffs, onde sua equipe foi varrida pelo CSKA Moscow. Além disso, ele teve um recorde de 22-8 na Liga Turca antes de sua equipe ser varrida pelo recém-coroado campeão da EuroLeague, Anadolu Efes, nas finais. Em 27 de julho de 2021, ele saiu do Fenerbahçe.

#### Retorno a NBA (2021–Presente)
Em 31 de agosto de 2021, Kokoškov foi nomeado assistente técnico do Dallas Mavericks. Depois de passar uma temporada com Dallas, em 6 de julho de 2022, Kokoškov foi nomeado assistente técnico do Brooklyn Nets. Ele saiu dos Nets em maio de 2023. Em 14 de junho de 2023, Kokoškov foi contratado como assistente técnico do Atlanta Hawks.

## Carreira na seleção

### Sérvia e Montenegro (2004–2005)
Kokoškov foi assistente técnico da Seleção da Sérvia e Montenegro nos Jogos Olímpicos de Verão de 2004 e no EuroBasket de 2005, sob o comando do renomado treinador Željko Obradović.

### Geórgia (2008–2015)
Em 18 de abril de 2008, Kokoškov foi nomeado treinador da Seleção Georgiana. Ele treinou a Geórgia no EuroBasket de 2011 na Lituânia, no EuroBasket de 2013 na Eslovênia e no EuroBasket de 2015 na Croácia/França. Ele saiu após o EuroBasket de 2015.

### Eslovênia (2016–2017)
Em 18 de janeiro de 2016, a Federação Eslovena de Basquete nomeou Kokoškov como o novo treinador da Seleção Eslovena. O ex-treinador sérvio Božidar Maljković o recomendou para esta posição ao Secretário-Geral da Federação Eslovena, Rasho Nesterović.
Seu contrato com a Seleção Eslovena terminou após o EuroBasket de 2017, onde a equipe conquistou a medalha de ouro.
Em 20 de novembro de 2019, a Federação de Basquete da Sérvia nomeou Kokoškov como o novo treinador da Seleção Sérvia. Em 14 de setembro de 2021, ele se demitiu.

## Vida pessoal
Em 1990, Kokoškov esteve envolvido em um acidente de carro quase fatal que destruiu seu joelho e encerrou sua carreira no basquete.
Kokoškov e sua esposa, Patricia, se casaram no verão de 2009. Eles têm dois filhos: um filho e uma filha. Em 18 de junho de 2010, Kokoškov se tornou cidadão americano.
O presidente georgiano Mikheil Saakashvili homenageou Kokoškov com a Ordem de Honra, a mais alta honraria civil da Geórgia, em 18 de dezembro de 2011.